# Северинсен, Стиг
Стиг Авалл Северинсен (англ. Stig Åvall Severinsen, род. 8 марта 1973 года, Ольборг, Дания) — датский фридайвер. Четырёхкратный чемпион мира по фридайвингу и многократный обладатель рекордов Гиннесса. Имеет учёную степень по биологии и докторскую степень по медицине.

## Биография
Стиг начал экспериментировать с задержкой дыхания ещё ребёнком в бассейне у себя дома. Начал плавать с 6 лет. Во время учёбы в школе четыре года подряд становился чемпионом страны среди юниоров в 9, 10, 11 и 12 лет.
В 1993—2003 годах играл в подводное регби, был в составе национальной сборной Дании. Во время учёбы в университете Барселоны в Испании в 1998-99 годах, играл в подводный хоккей в составе национальной сборной Испании. Увлечение длительными задержками дыхания под водой, привлекло в мир фридайвинга.
В 2010 году основал онлайн платформу Breatheology, обучающую оптимальному здоровью и работоспособности с помощью методов дыхания, задержки дыхания и ментальной тренировки.
Сочетая йогу и свои знания физиологии в фридайвинге, Северинсен стал рекордсменом четырёх мировых рекордов AIDA. В 2010 году установил два рекорда Гиннесса; в марте месяце проплыл подо льдом 236 футов (72 метра) в одних плавках и защитных очках, превысив рекорд Вима Хофа на 47,6 фута (14,5 метра), установленный в марте 2000 год, а в апреле, вдохнув чистый кислород, задержал дыхание на 20 минут и 10 секунд в аквариуме, полном акул, в городе Грено. В мае 2012 года он был удостоен рекорда Книги рекордов Гиннесса «Самая длительная задержка дыхания (мужчина)» за задержку дыхания на 22 минуты; этот рекорд был достигнут в резервуаре Лондонской школы дайвинга с водой, охлаждённой до 30 °F (-1 °C). Северинсен удерживал этот рекорд до 28 февраля 2016 года, когда рекорд был побит испанским фридайвером любителем Алейкс Сегура (24 минут и 3 секунд). В 2018 году хорватский дайвер Будимир Шобат побил данный рекорд на 8 секунд.
В апреле 2013 года на озере Корлорток в восточной Гренландии он установил два новых мировых рекорда в категории «самый длинный заплыв подо льдом с задержкой дыхания»: 500 футов (150 метров) в гидрокостюме и моноласте, заняв 2 минуты 11 секунд, и на следующий день, 250 футов (76 метров) в одних плавках. Тогда Северинсен объявил, что это будут его последние заплывы, и дальше он сосредоточится на преподавании.
26 ноября 2020 году Северинсен вернулся с пенсии, чтобы побить ещё один рекорд. Он проплыл 202 метра на одном дыхании в Ла-Пасе, Южная Нижняя Калифорния, Мексика
Северинсен был выбран «Абсолютным сверхчеловеком» в программе канала Discovery Superhuman Showdown.
В своей книге «Дыхательная терапия» Северинсен предполагает, что, работая с дыханием, можно создать связь между телом и разумом, которая позволяет человеку контролировать стресс, увеличивать энергию, лучше работать физически и умственно, облегчать боль и улучшать здоровье.